# L'Affaire Garden
Pour plus de détails, voir Fiche technique et Distribution.
L'Affaire Garden (titre original : The Garden Murder Case) est un film américain en noir et blanc réalisé par Edwin L. Marin, sorti en 1936.
Il s’agit du dixième des quinze films qui, de 1929 à 1947, adaptent au cinéma les romans de la série policière créée par S. S. Van Dine, avec le personnage du détective Philo Vance.

## Synopsis
Le détective amateur Philo Vance enquête sur une série de meurtres : le suicide apparent d'un jockey lors d'une course et la mort subite du père du jockey, le Dr Garden, imputée au choc de la mort de son fils.

## Fiche technique
- Titre français : L'Affaire Garden
- Titre original : The Garden Murder Case
- Réalisateur : Edwin L. Marin
- Scénaristes : Bertram Millhauser, d'après un roman de S. S. Van Dine (1935)
- Photographie : Charles G. Clarke
- Montage : Ben Lewis
- Musique : William Axt
- Producteur : Lucien Hubbard, Ned Marin
- Société de production et de distribution : Metro-Goldwyn-Mayer (MGM)
- Pays de production :  États-Unis
- Langue d'origine : anglais américain
- Format : Noir et blanc — 35 mm — 1,37:1 — Son : Mono (Western Electric Sound System)
- Genre : Film dramatique, Film policier, Film d'aventure
- Durée : 61 minutes
- Dates de sortie : 
  - États-Unis : 21 février 1936
  - France : 25 décembre 1936
- Affiche : Jacques Bonneaud (France)

## Distribution
- Edmund Lowe : Philo Vance
- Virginia Bruce : Zalia Graem
- Benita Hume : infirmière Gladys Beeton
- Douglas Walton : Floyd Garden
- Nat Pendleton : Sergent Ernest Heath
- Gene Lockhart : Edgar Lowe Hammle
- H. B. Warner : Major Fenwicke-Ralston
- Kent Smith : Woode Swift
- Grant Mitchell : Procureur (District Attorney) Markham
- Frieda Inescort : Mme Madge Fenwicke-Ralston
- Henry B. Walthall : Dr Garden
- Jessie Ralph : Mme Hammle
- Charles Trowbridge : Inspecteur Colby
- Etienne Girardot : Dr Doremus (coroner)